# Мурзин, Вячеслав Юрьевич
 Вячесла́в Ю́рьевич Мурзи́н  (4 сентября 1951, Мелитополь, Запорожская область — 30 декабря 2019, Запорожье) — советский и украинский археолог. Доктор исторических наук, профессор. Почётный доктор Запорожского национального университета. Член Национального союза журналистов Украины. Лауреат Государственной премии Украины в области науки и техники.

## Биография
Вячеслав Юрьевич Мурзин родился 4 сентября 1951 года в семье офицера Советской армии. В возрасте 14 лет впервые попал в археологическую экспедицию, которая изучала скифские курганы близ села Беленького Запорожской области. Возглавляли её видные скифологи А. И. Тереножкин и В. А. Ильинская.
Окончив с отличием исторический факультет Харьковского национального университета имени Каразина, поступил в аспирантуру при Институте археологии АН УССР (ныне институт в системе Национальной академии наук Украины). После её окончания принят на должность младшего научного сотрудника этого же института. В 1979 году защитил диссертацию на соискание учёной степени кандидата исторических наук по теме «Степная Скифия VII—V вв. до н. э.». Позже стал заведующим отделом скифо-сарматской археологии.
В 1992 году защитил диссертацию на соискание учёной степени доктора исторических наук по теме «Происхождение и ранняя история скифов»
В 2003 году семейные обстоятельства (смерть отца) вынудили учёного переехать в Запорожье. Он стал сотрудником Запорожского юридического института МВД Украины и получил второе высшее образования по специальности «Правоведение». После закрытия института в 2004 году перешёл на работу заведующим кафедрой всемирной истории Бердянского государственного педагогического университета.

## Научная деятельность
В 1977—1978 годах был заместителем начальника экспедиции, которая исследовала Бердянский курган возле села Нововасильевка Бердянского района. Впоследствии возглавлял ряд археологических экспедиций на территории Украины.
Мурзин в течение десяти лет (1992—2002 годы) руководил работой совместной Украинско-Немецкой экспедиции Института археологии НАН Украины (всего экспедиция продлилась более 20 лет). В ходе её был окончательно исследован Чертомлыкский курган царских скифов, проведены раскопки самого большого в Европе Бельского городища на границе Полтавской и Сумской областей, а также курганы в его окрестностях.
Перу В. Ю. Мурзина принадлежит около 200 научных публикаций, в том числе 9 монографий (некоторые в соавторстве) и 9 учебно-методических пособий. Его работы увидели свет и за пределами Украины — в России, Болгарии, Румынии, Польше, Австрии, Германии, Франции, Великобритании и США.
Он участвовал в международной конференции «Кочевники Восточной Европы» (Германия), делал доклады на научных сессиях украино-румынской комиссии по вопросам истории, археологии, этнографии и фольклора, на международной конференции по скифо-античной археологии (Брэдфорд, Великобритания). В рамках недели украинской культуры и науки во Франции он прочёл публичную лекцию в университете Парижском университете («Сорбонна»), читал лекции в университетах Германии (Геттинген, Гамбург). В. Мурзин организовал и возглавил украинские археологические выставки в Австрии и ФРГ.
В. Ю. Мурзин входит в редколлегию издаваемых в Запорожье периодических изданий: «Музейный вісник», «Культурологічний вісник», «Історія зброї», «Світ без кордонів», «Старожитності Степового Причорномор'я і Криму», а также «Керамологічний вісник» Института керамологии (Опошня Полтавской области).
Он регулярно выступает экспертом и официальным оппонентом при защите кандидатских диссертаций по специальности «археология» и рецензентом издаваемых в этой области монографий.
Под его научным руководством подготовлены и успешно защищены три кандидатских и одна докторская диссертация. Он член специализированного учёного совета при Запорожском национальном университете и возглавляет Запорожское отделение Союза археологов Украины.
После переезда в Запорожье В. Ю. Мурзин вплотную занялся правовыми аспектами сохранения объектов культурно-исторического наследия и популяризацией науки. Для телерадиокомпании «Запоріжжя» он подготовил серию телепередач о древней истории юга Украины, регулярно публикуется в местной прессе.

«Исторических спекуляций очень много. А в современной истории тем более. Мне бы даже не хотелось об этом говорить. Это было у всех народов, но у нас особенно. Начиная с Киевской Руси, когда приходил новый князь — и переписывалась история.
В конце 80-х годов стали появляться разные сомнительные теории, рассчитанные на то, чтобы рассказать всем, что мы, украинцы, — самые умные. Например, трипольскую культуру объявили самым древним государством на территории Украины и назвали трипольцев предками украинцев. Кто-то даже додумался написать, что трипольцы основали город Триполи. А сами же трипольцы себя так не называли! Культура получила такое название, потому что первые памятники были обнаружены возле села Триполье».
 Из интервью В. Ю. Мурзина (январь 2012 года)

## Основные труды
- Мурзин В. Ю., Черненко Е. В.Курганы скифских царей (из истории исследований) // Вестник АН СССР.- 1982.- № 11.-С.101-112
- Мурзин В. Ю. Скифская архаика Северного Причерноморья: Монография — К.: Наукова думка. 1984. — 134 с.
- Murzin V.Ju., Rolle R.Erste Ergebnesse der modernen Untersuchungen am skythischen Kurgan Certomlik. -Antike Welt, N 4. −1988.-S.24-46.
- Мурзин В. Ю. Происхождение скифов: Основные этапы формирования скифского этноса. К.: Наукова думка, 1990. — 86 с.
- Алексеев А. Ю., Мурзин В. Ю., Ролле Р. Чертомлык: скифский царский курган IV в. до н. э. — Киев: Наукова думка, 1991. — 407 с.
- Rolle R., Murzin V.Ju., Alekseev A.Ju. Königskurgan Certomlik. — Mainz..- 1998. — Bd. 1. — 314s., Bd. 2. — 136s., Bd. 3. — 323 S.
- Murzin V.Ju., S.A. Skory. An essay of Scythian History. — Il Maro Nero. — I. — Roma-Paris. — 1994. — Р. 55—99
- Murzin V.Ju. Nadcarnamorska Skytia — Koczownici Ukrainy. — Katowice. — 1996. — Р. 36-48
- Мурзін В., Ролле Р., Супруненко О.  Більське городище. — Київ-Гамбург-Полтава: Археологія, 1999. — 102с.
- Murzin V.Ju..Les Scythes en Ukraine. — Dossiers Archeologie. L’or des Rois Scythes. N 266. — 2001. — Р. 58—69.
- Мурзин В. Ю., Петков С. В. Скифы: Предания и легенды о народах Северного Причерноморья, рассказанные первым историком Геродотом, и краткий их комментарий. — Запорожье: Классический приватный университет, 2012. — 146 с.
- Мурзин В. Ю. Об археологии с улыбкой. — Центр учебной литературы, 2013. — 224 с.
- Мурзин В. Ю. Скифская проблема глазами автора. — ЧП О. Филюк, 2014.

Более подробный перечень работ.